# Mary Joe Fernández
María José Fernández Godsick, llamada Mary Joe (República Dominicana, 19 de agosto de 1971), es una extenista profesional estadounidense de ascendencia cubana y española, ya que su padre es asturiano. Fue finalista en tres torneos individuales del Grand Slam, y ganó dos torneos de dobles del Grand Slam y dos medallas de oro olímpicas.

## Carrera profesional
Mary Joe Fernández llamó por primera vez la atención en el mundo del tenis por su sensacional carrera como jugadora júnior, logrando ganar cuatro veces consecutivas el título júnior Orange Bowl. En 1985, a la edad de 14 años y 8 días, Fernández se convirtió en la jugadora más joven en ganar un partido en el cuadro principal del US Open, al derrotar a Sara Gomer en la primera ronda 6-1, 6-4.
Mary Joe hizo su entrada en el circuito profesional en 1986. Ganó su primer título de dobles en 1989 en Dallas, haciendo pareja con Betsy Nagelsen. Su primer título profesional a nivel individual en el circuito lo consiguió en 1990 en el torneo de Tokio Indoor.
Mary Joe Fernández alcanzaría su primera final individual del Grand Slam en 1990 en el Abierto de Australia, en la cual fue derrotada con un marcador de 6-3, 6-4 por la tenista alemana Steffi Graf. Terminó 1990 en la 4.ª plaza de la clasificación mundial, su posición más alta a lo largo de su carrera.
En 1991, formando pareja con Patty Fendick, conseguiría el título de dobles femeninos en el Abierto de Australia.
Fernández volvería a alcanzar la final del Abierto de Australia en 1992. En aquella ocasión perdería ante Monica Seles 6-2, 6-3.
Fernández fue elegida para representar a los Estados Unidos en los Juegos Olímpicos de 1992 en Barcelona. Ganaría la medalla de oro en dobles femeninos, formando pareja con Gigi Fernández, y la medalla de bronce en individuales.

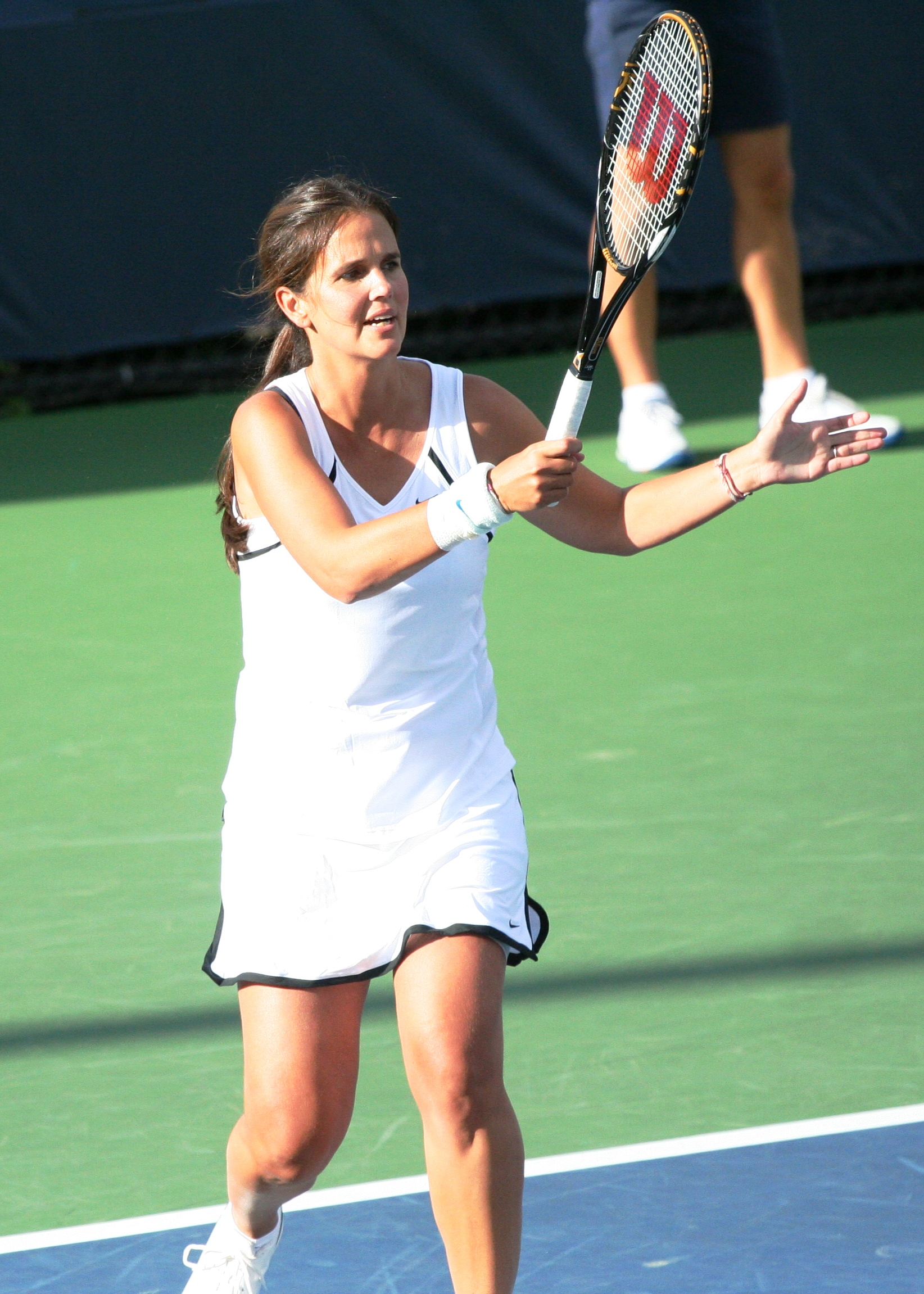
Mary Joe en septiembre de 2010

En los cuartos de final de Roland Garros de 1993, Mary Joe protagonizó una dramática remontada ante Sabatini, después de que Sabatini dominara por un marcador de 6-1, 5-1. Mary Joe salvó cinco pelotas de partido en el encuentro, que duraría 3 horas y 36 minutos y que Fernández finalmente ganaría 1-6, 7-6(7-4), 10-8. Posteriormente derrotaría a Arantxa Sánchez Vicario 6-2, 6-2 en semifinales para alcanzar su tercera y última final individual del Grand Slam. En un apretado partido contra Steffi, Mary Joe finalmente perdería 4-6, 6-2, 6-4.
Fernández ganaría su segundo título del Grand Slam en dobles en 1996 en Roland Garros, haciendo pareja con Lindsay Davenport. La pareja también se haría con el título de dobles en el Masters Femenino de la WTA, más tarde en ese mismo año.
Mary Joe reemplazaría a última hora a Chanda Rubin en el equipo estadounidense de los Juegos Olímpicos de 1996 en Atlanta. Ganó su segunda medalla de oro consecutiva en dobles femeninos, nuevamente haciendo pareja con Gigi Fernández. También participó en la competición individual gracias a una ausencia y alcanzó las semifinales, donde fue derrotada en el partido por la medalla de bronce por la tenista checa Jana Novotná. Más tarde ese mismo año, Fernández formaría parte del equipo estadounidense que ganaría la Copa Federación.
Mary Joe Fernández ganaría su último título individual en 1997 en Berlín. Su último título de dobles también lo conseguiría ese mismo año en Madrid. Se retiró de la competición en el año 2000, habiendo ganado 7 títulos individuales, 17 títulos de dobles, y 2 títulos de dobles de la ITF.
Tras retirarse del circuito profesional, Mary Joe ha trabajado como comentarista de tenis para ESPN y cooperado con CBS Sports como analista para el US Open de 2005.
Mary Joe nació en la República Dominicana; sus padres eran inmigrantes en el país. Su padre José es de Asturias, España y su madre Silvia Pino es de Cuba.

## Resultados en Grand Slam
- Abierto de Australia
  - Finalista individuales: 1990, 1992
  - Semifinalista individuales: 1991, 1997
  - Cuartofinalista individuales: 1993
  - Campeona de dobles femeninos: 1991 (c. Patty Fendick)
  - Finalista en dobles femeninos: 1990 (c. Fendick), 1992 (c. Zina Garrison Jackson), 1996 (c. Lindsay Davenport)

- Roland Garros
  - Finalista individuales: 1993
  - Semifinalista individuales: 1989
  - Cuartofinalista individuales: 1986, 1990, 1991, 1997
  - Campeona de dobles femeninos: 1996 (c. Davenport)
  - Finalista de dobles femeninos: 1997 (c. Lisa Raymond)

- Wimbledon
  - Semifinalista individuales: 1991
  - Cuartofinalista individuales: 1995, 1996

- US Open
  - Semifinalista individuales: 1990, 1992
  - Cuartofinalista individuales: 1995
  - Finalista de dobles femeninos: 1989 (c. Pam Shriver)

### Finales (3)
| Año  | Torneo               | Contrincante | Resultado     |
| 1990 | Abierto de Australia | Steffi Graf  | 6-3, 6-4      |
| 1992 | Abierto de Australia | Monica Seles | 6-2, 6-3      |
| 1993 | Roland Garros        | Steffi Graf  | 4-6, 6-2, 6-4 |

## Finales de dobles del Grand Slam

### Títulos (2)
| Año  | Torneo               | Pareja            | Contrincantes                  | Resultado |
| 1991 | Abierto de Australia | Patty Fendick     | Gigi Fernández Jana Novotná    | 7-6, 6-1  |
| 1996 | Roland Garros        | Lindsay Davenport | Gigi Fernández Natasha Zvereva | 6-2, 6-1  |

### Finalista (5)
| Año  | Torneo                  | Pareja                | Contrincantes                         | Resultado     |
| 1989 | US Open                 | Pam Shriver           | Hana Mandlíková Martina Navratilova   | 5-7, 6-4, 6-4 |
| 1990 | Abierto de Australia    | Patty Fendick         | Jana Novotná Helena Suková            | 7-6, 7-6      |
| 1992 | Abierto de Australia(2) | Zina Garrison Jackson | Arantxa Sánchez Vicario Helena Suková | 6-4, 7-6      |
| 1992 | Roland Garros           | Lisa Raymond          | Gigi Fernández Natasha Zvereva        | 6-4, 6-1      |
| 1996 | Abierto de Australia(3) | Lindsay Davenport     | Chanda Rubin Arantxa Sánchez Vicario  | 7-5, 2-6, 6-4 |

## Trayectoria en los torneos de Grand Slam
| Año  | Abierto de Australia | Roland Garros | Wimbledon | US Open   |
| ---- | -------------------- | ------------- | --------- | --------- |
| 1985 | -                    | 1.ª ronda     | -         | 2.ª ronda |
| 1986 | -                    | Cuartos       | 1.ª ronda | 3.ª ronda |
| 1987 | -                    | 2.ª ronda     | 4.ª ronda | 3.ª ronda |
| 1988 | -                    | -             | 4.ª ronda | 3.ª ronda |
| 1989 | 3.ª ronda            | Semifinal     | 4.ª ronda | 1.ª ronda |
| 1990 | Final                | Cuartos       | -         | Semifinal |
| 1991 | Semifinal            | Cuartos       | Semifinal | 3.ª ronda |
| 1992 | Final                | 3.ª ronda     | 3.ª ronda | Semifinal |
| 1993 | Cuartos              | Final         | 3.ª ronda | -         |
| 1994 | 4.ª ronda            | 3.ª ronda     | 3.ª ronda | 3.ª ronda |
| 1995 | 4.ª ronda            | 1.ª ronda     | Cuartos   | Cuartos   |
| 1996 | 4.ª ronda            | 4.ª ronda     | Cuartos   | -         |
| 1997 | Semifinal            | Cuartos       | 4.ª ronda | 4.ª ronda |
| 1998 | -                    | -             | -         | 3.ª ronda |
| 1999 | 3.ª ronda            | 4.ª ronda     | 1.ª ronda | 4.ª ronda |

## Títulos

### Individuales (7)
| Leyenda                    |
| Grand Slam (0)             |
| WTA Tour Championships (0) |
| Tier I Event (3)           |
| WTA Tour (4)               |

| N.º | Fecha                    | Torneo                   | Superficie    | Oponente en la final | Resultado     |
| --- | ------------------------ | ------------------------ | ------------- | -------------------- | ------------- |
| 1.  | 30 de septiembre de 1990 | Tokio Indoors            | Moqueta       | Amy Frazier          | 3-6, 6-2, 6-3 |
| 2.  | 21 de octubre de 1990    | Filderstadt              | Moqueta       | Barbara Paulus       | 6-1, 6-3      |
| 3.  | 28 de febrero de 1993    | Indian Wells, California | Dura          | Amanda Coetzer       | 3-6, 6-1, 7-6 |
| 4.  | 21 de mayo de 1994       | Estrasburgo              | Tierra batida | Gabriela Sabatini    | 2-6, 6-4, 6-0 |
| 5.  | 5 de marzo de 1995       | Indian Wells, California | Dura          | Natasha Zvereva      | 6-4, 6-3      |
| 6.  | 22 de octubre de 1995    | Brighton                 | Moqueta       | Amanda Coetzer       | 6-4, 7-5      |
| 7.  | 18 de mayo de 1997       | Berlín                   | Tierra batida | Mary Pierce          | 6-4, 6-2      |

### Finalista en individuales (9)
- 1989: Filderstadt (pierde ante Gabriela Sabatini por 7-6, 6-4)
- 1990: Abierto de Australia (pierde ante Steffi Graf por 6-3, 6-4)
- 1991: Houston (pierde ante Monica Seles por 6-4, 6-3)
- 1991: Tokyo Nichirei (pierde ante Monica Seles por 6-1, 6-1)
- 1992: Abierto de Australia (pierde ante Monica Seles por 6-2, 6-3)
- 1992: Essen (pierde ante Monica Seles por 6-0, 6-3)
- 1993: Roland Garros (pierde ante Steffi Graf por 4-6, 6-2, 6-4)
- 1994: Sidney (pierde ante Kimiko Date por 6-4, 6-2)
- 1996: Eastbourne (pierde ante Monica Seles por 6-0, 6-2)

- Datos: Q53421
- Multimedia: Mary Joe Fernandez / Q53421